# Фрідріх Баумгертель
Фрідріх Баумгертель (нім. Friedrich Baumgärtel; 24 березня 1923, Алленштайн — 28 лютого 1988, Дассендорф) — німецький офіцер-підводник, оберлейтенант-цур-зее крігсмаріне.

## Біографія
23 вересня 1940 року вступив на флот. В 1942 році пройшов практику вахтового офіцера на підводному човні U-592. З 24 березня 1943 року — 2-й, з травня 1944 року — 1-й вахтовий офіцер на U-969. В серпні 1944 року переданий в розпорядження 29-ї флотилії. У вересні-грудні пройшов курс командира човна. З 22 грудня 1944 по 6 лютого 1945 року — командир U-17, з 7 лютого по 2 травня 1945 року — U-142. В травні взятий в полон. 10 серпня 1945 року звільнений.

## Звання
- Кандидат в офіцери (23 вересня 1940)
- Морський кадет (1940)
- Фенріх-цур-зее (1 серпня 1941)
- Оберфенріх-цур-зее (1 липня 1942)
- Лейтенант-цур-зее (1 січня 1943)
- Оберлейтенант-цур-зее (1 жовтня 1944)

## Нагороди
- Нагрудний знак підводника (24 квітня 1942)
- Фронтова планка підводника в бронзі (5 жовтня 1943)
- Залізний хрест
  - 2-го класу (9 грудня 1943)
  - 1-го класу (квітень 1944)